# Nathi Lions Football Club
Le Nathi Lions Football Club est un club de football sud-africain basé à Durban.

## Historique
- 1997 : fondation du club sous le nom de Nathi Lions Football Club